# Éliminatoires de la Coupe du monde masculine de basket-ball 2027: zone Europe
Navigation
Édition précédente Édition suivante
La qualification pour la Coupe du Monde FIBA 2027 pour la région FIBA Europe débutera le 19 février 2024 et se terminera le 2 mars 2027. Le processus déterminera les douze équipes qui se qualifieront pour la Coupe du monde 2027

## Format
La FIBA Europe se verra attribuer 12 places pour la Coupe du monde. Au total, 42 équipes nationales de la FIBA Europe participeront au processus de qualification. La qualification comprendra les étapes suivantes:

### Pré-qualifications
Premier tour: les Huit équipes (plus les participants Arménie et Azerbaïdjan) qui ont été éliminées des pré-qualifications de l'EuroBasket 2025 participeront. Le vainqueur de chacun des 3 groupes ainsi que le meilleur 2e accède au 2e tour.
Deuxième tour: Les quatre équipes qui se sont qualifiées au tour précédent seront rejointes par les huit équipes qui ont été éliminées des éliminatoires de l'EuroBasket 2025. Les 12 équipes seront répartis en 4 groupe de 3 équipes. les 2 première équipes de chaque groupe se qualifieront pour les qualifications continental

### Qualifications
Premier tour : 24 équipes qualifiées pour l'EuroBasket 2025 et huit équipes issues des pré-qualifications seront réparties en huit groupes de quatre. Les trois meilleures équipes de chaque groupe seront qualifiées pour le deuxième tour.
Deuxième tour : Les 24 meilleures équipes du premier tour seront réparties en quatre groupes de six, les résultats étant reportés du premier tour. Les trois meilleures équipes de chaque groupe seront qualifiées pour la Coupe du monde.

## Pré-qualifications

### Premier tour
Le premier tour sera disputé entre les équipes qui ne participeront pas aux éliminatoires de l'EuroBasket 2025. L'Arménie fera sa deuxième participation aux qualifications pour la Coupe du monde, tandis que l'Azerbaïdjan fera ses débuts.
Les dix nations participantes seront réparties en trois groupes. Le groupe A comprendra quatre équipes, tandis que les groupes B et C comprendront trois équipes chacun. Chaque équipe affrontera les autres équipes de son groupe lors de matchs à domicile et à l'extérieur dans un système de tournoi à la ronde sur trois fenêtres du 19 au 27 février 2024, en novembre. Les épreuves se dérouleront du 18 au 26 février 2024 et du 17 au 25 février 2025. Quatre équipes au total – les trois vainqueurs de groupe plus l'équipe la mieux classée deuxième de tous les groupes – accéderont au deuxième tour. Les six autres équipes seront éliminées.

### Tirage au sort
Le tirage au sort a eu lieu le 8 août 2023 à Munich. Le classement des équipes nationales sera basé sur le classement mondial FIBA du 27 février 2023.
| Équipe   | Pos |
| -------- | --- |
| Roumanie | 57  |
| Suisse   | 58  |
| Autriche | 63  |

| Équipe     | Pos |
| ---------- | --- |
| Luxembourg | 77  |
| Kosovo     | 80  |
| Arménie    | 87  |

| Équipe  | Pos |
| ------- | --- |
| Norvège | 93  |
| Irlande | 96  |
| Albanie | 100 |

| Équipe      | Pos |
| ----------- | --- |
| Azerbaïdjan | 113 |

#### Groupes

##### Groupe A
| Rang | Équipe      | Pts | J | G | P | Pp  | Pc  | Diff |  | Résultats (dom.\ext.) |       |       |       |       |
| ---- | ----------- | --- | - | - | - | --- | --- | ---- |  | --------------------- | ----- | ----- | ----- | ----- |
| 1    | Suisse      | 12  | 6 | 6 | 0 | 484 | 341 | 143  |  | Suisse                |       | 85-54 | 75-43 | 72-53 |
| 2    | Irlande     | 9   | 6 | 3 | 3 | 454 | 470 | -16  |  | Irlande               | 63-86 |       | 91-85 | 91-67 |
| 3    | Kosovo      | 8   | 6 | 2 | 4 | 442 | 489 | -47  |  | Kosovo                | 73-81 | 83-76 |       | 81-79 |
| 4    | Azerbaïdjan | 7   | 5 | 1 | 5 | 405 | 485 | -80  |  | Azerbaïdjan           | 55-85 | 64-79 | 87-77 |       |

##### Groupe B
| Rang | Équipe     | Pts | J | G | P | Pp  | Pc  | Diff |  | Résultats (dom.\ext.) |       |       |       |
| ---- | ---------- | --- | - | - | - | --- | --- | ---- |  | --------------------- | ----- | ----- | ----- |
| 1    | Roumanie   | 7   | 4 | 3 | 1 | 316 | 287 | 29   |  | Roumanie              |       | 85-71 | 72-76 |
| 2    | Norvège    | 6   | 4 | 2 | 2 | 273 | 277 | -4   |  | Norvège               | 62-75 |       | 68-59 |
| 3    | Luxembourg | 5   | 4 | 1 | 3 | 271 | 296 | -25  |  | Luxembourg            | 78-84 | 58-72 |       |

##### Groupe C
| Rang | Équipe   | Pts | J | G | P | Pp  | Pc  | Diff |  | Résultats (dom.\ext.) |        |        |       |
| ---- | -------- | --- | - | - | - | --- | --- | ---- |  | --------------------- | ------ | ------ | ----- |
| 1    | Autriche | 7   | 4 | 3 | 1 | 401 | 312 | 89   |  | Autriche              |        | 106-91 | 67-78 |
| 2    | Arménie  | 6   | 4 | 2 | 2 | 346 | 384 | -38  |  | Arménie               | 80-129 |        | 84-79 |
| 3    | Albanie  | 5   | 4 | 1 | 3 | 290 | 341 | -51  |  | Albanie               | 63-99  | 70-91  |       |

#### Classement des équipes classées au2erang
Les matches contre le 4e du groupe A ne sont pas inclus dans ce classement.
| Rang | Équipe  | Pts | J | G | N | P | Bp  | Bc  | Diff | Qualification                  |
| ---- | ------- | --- | - | - | - | - | --- | --- | ---- | ------------------------------ |
| 1    | Arménie | 6   | 4 | 2 | 0 | 2 | 346 | 384 | −38  | 2e tour des pré-qualifications |
| 2    | Norvège | 6   | 4 | 2 | 0 | 2 | 273 | 277 | −4   |                                |
| 3    | Irlande | 5   | 4 | 1 | 0 | 3 | 284 | 339 | −55  |                                |

### Second tour
Les quatre équipes qualifiées lors du tour précédent seront rejointes par les huit équipes éliminées des Éliminatoires pour l'EuroBasket 2025. Ces douze équipes seront réparties en quatre groupes de trois équipes chacun. Chaque groupe sera formé d'une équipe qualifiée dès le premier tour et de deux derniers classés lors des qualifications pour l'EuroBasket 2025. Chaque équipe affrontera les autres équipes de son groupe lors de matchs à domicile et à l'extérieur selon un système de tournoi à la ronde. Les deux équipes les mieux classées de chaque groupe (huit équipes au total) se qualifieront pour les Éliminatoires de la Coupe du monde masculine de basket-ball 2027: zone Europe. Ce tour se jouera à l’été 2025.

#### Équipes
| Méthode de qualification          | Équipes                                                                        |
| --------------------------------- | ------------------------------------------------------------------------------ |
| 1er tour des pré-qualifications   | Autriche Norvège Roumanie Suisse                                               |
| Qualification à l'EuroBasket 2025 | Bulgarie Croatie Danemark Hongrie Macédoine du Nord Pays-Bas Slovaquie Ukraine |

#### Tirage au sort
Le tirage au sort aura lieu le 14 mars 2025 à Mies.

#### Chapeaux
Le classement a été établi en fonction du classement mondial FIBA du 25 février 2025.
| Équipe   | Pos |
| -------- | --- |
| Croatie  | 32  |
| Ukraine  | 38  |
| Hongrie  | 44  |
| Bulgarie | 46  |

| Équipe            | Pos |
| ----------------- | --- |
| Pays-Bas          | 54  |
| Macédoine du Nord | 58  |
| Danemark          | 59  |
| Slovaquie         | 60  |

| Équipe   | Pos |
| -------- | --- |
| Suisse   | 62  |
| Roumanie | 64  |
| Autriche | 67  |
| Norvège  | 77  |

#### Groupes

##### Groupe D
| Rang | Équipe    | Pts | J | G | P | Pp  | Pc  | Diff |  | Résultats (dom.\ext.) |       |       |       |
| ---- | --------- | --- | - | - | - | --- | --- | ---- |  | --------------------- | ----- | ----- | ----- |
| 1    | Suisse    | 6   | 4 | 2 | 2 | 275 | 282 | -7   |  | Suisse                |       | 85-72 | 66-64 |
| 2    | Ukraine   | 5   | 3 | 2 | 1 | 217 | 201 | 16   |  | Ukraine               | 73-64 |       | 80-71 |
| 3    | Slovaquie | 4   | 3 | 1 | 2 | 216 | 225 | -9   |  | Slovaquie             | 73-60 | -     |       |

##### Groupe E
| Rang | Équipe            | Pts | J | G | P | Pp  | Pc  | Diff |  | Résultats (dom.\ext.) |       |       |       |
| ---- | ----------------- | --- | - | - | - | --- | --- | ---- |  | --------------------- | ----- | ----- | ----- |
| 1    | Roumanie          | 6   | 3 | 3 | 0 | 235 | 202 | 33   |  | Roumanie              |       | 76-64 | 79-66 |
| 2    | Hongrie           | 3   | 2 | 1 | 1 | 160 | 134 | 26   |  | Hongrie               | -     |       | 96-58 |
| 3    | Macédoine du Nord | 3   | 3 | 0 | 3 | 196 | 255 | -59  |  | Macédoine du Nord     | 72-80 | -     |       |

##### Groupe F
| Rang | Équipe   | Pts | J | G | P | Pp  | Pc  | Diff |  | Résultats (dom.\ext.) |       |       |       |
| ---- | -------- | --- | - | - | - | --- | --- | ---- |  | --------------------- | ----- | ----- | ----- |
| 1    | Autriche | 5   | 3 | 2 | 1 | 235 | 211 | 24   |  | Autriche              |       | 83-70 | -     |
| 2    | Pays-Bas | 5   | 3 | 2 | 1 | 216 | 217 | -1   |  | Pays-Bas              | 65-64 |       | 88-76 |
| 3    | Bulgarie | 2   | 2 | 0 | 2 | 146 | 169 | -23  |  | Bulgarie              | 70-81 | -     |       |

##### Group G
| Rang | Équipe   | Pts | J | G | P | Pp  | Pc  | Diff |  | Résultats (dom.\ext.) |        |        |       |
| ---- | -------- | --- | - | - | - | --- | --- | ---- |  | --------------------- | ------ | ------ | ----- |
| 1    | Danemark | 5   | 3 | 2 | 1 | 239 | 241 | -2   |  | Danemark              |        | -      | 89-71 |
| 2    | Croatie  | 4   | 2 | 2 | 0 | 201 | 139 | 62   |  | Croatie               | 100-71 |        | -     |
| 3    | Norvège  | 3   | 3 | 0 | 3 | 209 | 269 | -60  |  | Norvège               | -      | 68-101 |       |

## Qualifications

### Équipes Qualifiées
Les 32 équipes (les 20 équipes qualifiées pour l'EuroBasket 2025, les 4 équipes hôtes de l'EuroBasket 2025 et les 8 équipes issues du 2e tour des pré-qualifications) participeront au premier tour des éliminatoires européennes de la Coupe du Monde FIBA de Basketball.
| Méthode de qualification               | Équipes |
| -------------------------------------- | --- |
| Second tour des pré-qualifications (8) | Croatie Danemark Roumanie |
| Organisateurs de l'EuroBasket 2025 (4) | Chypre Finlande Lettonie Pologne |
| Qualifiés à l'EuroBasket 2025 (20)     | Allemagne Belgique Bosnie-Herzégovine Espagne Estonie France Géorgie Grande-Bretagne Grèce Islande Israël Italie Lituanie Monténégro Portugal Serbie Slovénie Suède Tchéquie Turquie |

### Tirage au sort
Le tirage au sort aura lieu le 13 mai 2025.

### Chapeau
Le classement a été annoncé le 9 mai 2025.
| Team      | Pos |
| --------- | --- |
| Serbie    | 2   |
| Allemagne | 3   |
| France    | 4   |
| Espagne   | 5   |

| Team     | Pos |
| -------- | --- |
| Lettonie | 9   |
| Lituanie | 10  |
| Slovénie | 11  |
| Grèce    | 13  |

| Team       | Pos |
| ---------- | --- |
| Italie     | 14  |
| Monténégro | 16  |
| Pologne    | 17  |
| Tchéquie   | 19  |

| Team               | Pos |
| ------------------ | --- |
| Finlande           | 20  |
| Géorgie            | 24  |
| Turquie            | 27  |
| Vainqueur Groupe G |     |

| Team               | Pos |
| ------------------ | --- |
| Vainqueur Groupe D |     |
| Israël             | 39  |
| Belgique           | 40  |
| Bosnie-Herzégovine | 41  |

| Team               | Pos |
| ------------------ | --- |
| Estonie            | 43  |
| Vainqueur Groupe E |     |
| Vainqueur Groupe F |     |
| Royaume-Uni        | 48  |

| Team             | Pos |
| ---------------- | --- |
| Suède            | 49  |
| Islande          | 50  |
| 2e place Group F |     |
| Portugal         | 56  |

| Team             | Pos |
| ---------------- | --- |
| 2e place Group F |     |
| 2e place Group G |     |
| 2e place Group D |     |
| Chypre           | 84  |

### Premier tour
Toutes les heures sont locales.

#### Groupe A
| Rang | Équipe       | Pts | J | G | P | Pp | Pc | Diff |  | Résultats (dom.\ext.) |   |   |   |   |
| ---- | ------------ | --- | - | - | - | -- | -- | ---- |  | --------------------- | - | - | - | - |
| 1    | 2e Groupe G  | 0   | 0 | 0 | 0 | 0  | 0  |      |  | 2e Groupe G           |   | - | - | - |
| 2    | Géorgie      | 0   | 0 | 0 | 0 | 0  | 0  |      |  | Géorgie               | - |   | - | - |
| 3    | 1er Groupe D | 0   | 0 | 0 | 0 | 0  | 0  |      |  | 1er Groupe D          | - | - |   | - |
| 4    | Espagne      | 0   | 0 | 0 | 0 | 0  | 0  |      |  | Espagne               | - | - | - |   |

#### Groupe  B
| Rang | Équipe       | Pts | J | G | P | Pp | Pc | Diff |  | Résultats (dom.\ext.) |   |   |   |   |
| ---- | ------------ | --- | - | - | - | -- | -- | ---- |  | --------------------- | - | - | - | - |
| 1    | Grèce        | 0   | 0 | 0 | 0 | 0  | 0  |      |  | Grèce                 |   | - | - | - |
| 2    | Monténégro   | 0   | 0 | 0 | 0 | 0  | 0  |      |  | Monténégro            | - |   | - | - |
| 3    | Portugal     | 0   | 0 | 0 | 0 | 0  | 0  |      |  | Portugal              | - | - |   | - |
| 4    | 1er Groupe E | 0   | 0 | 0 | 0 | 0  | 0  |      |  | 1er Groupe E          | - | - | - |   |

#### Groupe C
| Rang | Équipe             | Pts | J | G | P | Pp | Pc | Diff |  | Résultats (dom.\ext.) |   |   |   |   |
| ---- | ------------------ | --- | - | - | - | -- | -- | ---- |  | --------------------- | - | - | - | - |
| 1    | Serbie             | 0   | 0 | 0 | 0 | 0  | 0  |      |  | Serbie                |   | - | - | - |
| 2    | Turquie            | 0   | 0 | 0 | 0 | 0  | 0  |      |  | Turquie               | - |   | - | - |
| 3    | Bosnie-Herzégovine | 0   | 0 | 0 | 0 | 0  | 0  |      |  | Bosnie-Herzégovine    | - | - |   | - |
| 4    | 2e Groupe D        | 0   | 0 | 0 | 0 | 0  | 0  |      |  | 2e Groupe D           | - | - | - |   |

#### Groupe D
| Rang | Équipe          | Pts | J | G | P | Pp | Pc | Diff |  | Résultats (dom.\ext.) |   |   |   |   |
| ---- | --------------- | --- | - | - | - | -- | -- | ---- |  | --------------------- | - | - | - | - |
| 1    | Grande-Bretagne | 0   | 0 | 0 | 0 | 0  | 0  |      |  | Grande-Bretagne       |   | - | - | - |
| 2    | Italie          | 0   | 0 | 0 | 0 | 0  | 0  |      |  | Italie                | - |   | - | - |
| 3    | Islande         | 0   | 0 | 0 | 0 | 0  | 0  |      |  | Islande               | - | - |   | - |
| 4    | Lituanie        | 0   | 0 | 0 | 0 | 0  | 0  |      |  | Lituanie              | - | - | - |   |

#### Groupe E
| Rang | Équipe       | Pts | J | G | P | Pp | Pc | Diff |  | Résultats (dom.\ext.) |   |   |   |   |
| ---- | ------------ | --- | - | - | - | -- | -- | ---- |  | --------------------- | - | - | - | - |
| 1    | 1er Groupe G | 0   | 0 | 0 | 0 | 0  | 0  |      |  | 1er Groupe G          |   | - | - | - |
| 2    | Allemagne    | 0   | 0 | 0 | 0 | 0  | 0  |      |  | Allemagne             | - |   | - | - |
| 3    | Israël       | 0   | 0 | 0 | 0 | 0  | 0  |      |  | Israël                | - | - |   | - |
| 4    | Chypre       | 0   | 0 | 0 | 0 | 0  | 0  |      |  | Chypre                | - | - | - |   |

#### Group F
| Rang | Équipe       | Pts | J | G | P | Pp | Pc | Diff |  | Résultats (dom.\ext.) |   |   |   |   |
| ---- | ------------ | --- | - | - | - | -- | -- | ---- |  | --------------------- | - | - | - | - |
| 1    | Lettonie     | 0   | 0 | 0 | 0 | 0  | 0  |      |  | Lettonie              |   | - | - | - |
| 2    | Pologne      | 0   | 0 | 0 | 0 | 0  | 0  |      |  | Pologne               | - |   | - | - |
| 3    | 2e Groupe F  | 0   | 0 | 0 | 0 | 0  | 0  |      |  | 2e Groupe F           | - | - |   | - |
| 4    | 1er Groupe F | 0   | 0 | 0 | 0 | 0  | 0  |      |  | 1er Groupe F          | - | - | - |   |

#### Groupe G
| Rang | Équipe      | Pts | J | G | P | Pp | Pc | Diff |  | Résultats (dom.\ext.) |   |   |   |   |
| ---- | ----------- | --- | - | - | - | -- | -- | ---- |  | --------------------- | - | - | - | - |
| 1    | 2e Groupe E | 0   | 0 | 0 | 0 | 0  | 0  |      |  | 2e Groupe E           |   | - | - | - |
| 2    | France      | 0   | 0 | 0 | 0 | 0  | 0  |      |  | France                | - |   | - | - |
| 3    | Belgique    | 0   | 0 | 0 | 0 | 0  | 0  |      |  | Belgique              | - | - |   | - |
| 4    | Finlande    | 0   | 0 | 0 | 0 | 0  | 0  |      |  | Finlande              | - | - | - |   |

#### Groupe H
| Rang | Équipe   | Pts | J | G | P | Pp | Pc | Diff |  | Résultats (dom.\ext.) |   |   |   |   |
| ---- | -------- | --- | - | - | - | -- | -- | ---- |  | --------------------- | - | - | - | - |
| 1    | Slovénie | 0   | 0 | 0 | 0 | 0  | 0  |      |  | Slovénie              |   | - | - | - |
| 2    | Tchéquie | 0   | 0 | 0 | 0 | 0  | 0  |      |  | Tchéquie              | - |   | - | - |
| 3    | Suède    | 0   | 0 | 0 | 0 | 0  | 0  |      |  | Suède                 | - | - |   | - |
| 4    | Estonie  | 0   | 0 | 0 | 0 | 0  | 0  |      |  | Estonie               | - | - | - |   |

### Second tour
Les équipes qualifiées seront réparties en quatre groupes et affronteront deux fois les trois autres équipes de l'autre groupe. Le groupe A sera jumelé au groupe B, le groupe C au groupe D, le groupe E au groupe F et le groupe G au groupe H. Tous les résultats du premier tour seront reportés.

#### Groupe I
| Rang | Équipe | Pts | J | G | P | Pp | Pc | Diff |  | Résultats (dom.\ext.) |   |   |   |   |   |   |
| ---- | ------ | --- | - | - | - | -- | -- | ---- |  | --------------------- | - | - | - | - | - | - |
| 1    | A1     | 0   | 0 | 0 | 0 | 0  | 0  |      |  | A1                    |   | - | - | - | - | - |
| 2    | A2     | 0   | 0 | 0 | 0 | 0  | 0  |      |  | A2                    | - |   | - | - | - | - |
| 3    | A3     | 0   | 0 | 0 | 0 | 0  | 0  |      |  | A3                    | - | - |   | - | - | - |
| 4    | B1     | 0   | 0 | 0 | 0 | 0  | 0  |      |  | B1                    | - | - | - |   | - | - |
| 5    | B2     | 0   | 0 | 0 | 0 | 0  | 0  |      |  | B2                    | - | - | - | - |   | - |
| 6    | B3     | 0   | 0 | 0 | 0 | 0  | 0  |      |  | B3                    | - | - | - | - | - |   |

#### Groupe J
| Rang | Équipe | Pts | J | G | P | Pp | Pc | Diff |  | Résultats (dom.\ext.) |   |   |   |   |   |   |
| ---- | ------ | --- | - | - | - | -- | -- | ---- |  | --------------------- | - | - | - | - | - | - |
| 1    | C1     | 0   | 0 | 0 | 0 | 0  | 0  |      |  | C1                    |   | - | - | - | - | - |
| 2    | C2     | 0   | 0 | 0 | 0 | 0  | 0  |      |  | C2                    | - |   | - | - | - | - |
| 3    | C3     | 0   | 0 | 0 | 0 | 0  | 0  |      |  | C3                    | - | - |   | - | - | - |
| 4    | D1     | 0   | 0 | 0 | 0 | 0  | 0  |      |  | D1                    | - | - | - |   | - | - |
| 5    | D2     | 0   | 0 | 0 | 0 | 0  | 0  |      |  | D2                    | - | - | - | - |   | - |
| 6    | D3     | 0   | 0 | 0 | 0 | 0  | 0  |      |  | D3                    | - | - | - | - | - |   |

#### Groupe K
| Rang | Équipe | Pts | J | G | P | Pp | Pc | Diff |  | Résultats (dom.\ext.) |   |   |   |   |   |   |
| ---- | ------ | --- | - | - | - | -- | -- | ---- |  | --------------------- | - | - | - | - | - | - |
| 1    | E1     | 0   | 0 | 0 | 0 | 0  | 0  |      |  | E1                    |   | - | - | - | - | - |
| 2    | E2     | 0   | 0 | 0 | 0 | 0  | 0  |      |  | E2                    | - |   | - | - | - | - |
| 3    | E3     | 0   | 0 | 0 | 0 | 0  | 0  |      |  | E3                    | - | - |   | - | - | - |
| 4    | F1     | 0   | 0 | 0 | 0 | 0  | 0  |      |  | F1                    | - | - | - |   | - | - |
| 5    | F2     | 0   | 0 | 0 | 0 | 0  | 0  |      |  | F2                    | - | - | - | - |   | - |
| 6    | F3     | 0   | 0 | 0 | 0 | 0  | 0  |      |  | F3                    | - | - | - | - | - |   |

#### Groupe L
| Rang | Équipe | Pts | J | G | P | Pp | Pc | Diff |  | Résultats (dom.\ext.) |   |   |   |   |   |   |
| ---- | ------ | --- | - | - | - | -- | -- | ---- |  | --------------------- | - | - | - | - | - | - |
| 1    | G1     | 0   | 0 | 0 | 0 | 0  | 0  |      |  | G1                    |   | - | - | - | - | - |
| 2    | G2     | 0   | 0 | 0 | 0 | 0  | 0  |      |  | G2                    | - |   | - | - | - | - |
| 3    | G3     | 0   | 0 | 0 | 0 | 0  | 0  |      |  | G3                    | - | - |   | - | - | - |
| 4    | H1     | 0   | 0 | 0 | 0 | 0  | 0  |      |  | H1                    | - | - | - |   | - | - |
| 5    | H2     | 0   | 0 | 0 | 0 | 0  | 0  |      |  | H2                    | - | - | - | - |   | - |
| 6    | H3     | 0   | 0 | 0 | 0 | 0  | 0  |      |  | H3                    | - | - | - | - | - |   |